# Iglesia de San Vicente de Paúl (Blois)
La iglesia de San Vicente de Paúl (en francés: église Saint-Vincent-de-Paul) es un edificio religioso católico ubicado en Blois, Francia. Antiguamente era la capilla de San Luis del Colegio de los Jesuitas de Blois. Fue construida en el siglo XVII, pero no se convirtió en iglesia parroquial dedicada a San Vicente de Paúl antes del siglo XIX.

## Historia
En el 1581, el rey Enrique III ordenó la construcción de una capilla para el colegio que acababa de decidir crear en Blois. En 1622, los jesuitas se hicieron cargo de la dirección del establecimiento, a petición de los notables de la ciudad. Así pues, fue finalmente en 1634 cuando comenzó la construcción de una capilla, según los planos de Étienne Martellange. Sin embargo, las obras se prolongaron y no fue hasta 1655 cuando se terminó el exterior del edificio bajo la dirección de Charles Turmel. En 1660, Gastón de Orleans, exiliado en Blois, decidió financiar la construcción del edificio, lo que permitió acelerar las obras. A partir de 1670, la capilla se transformó en un monumento a la gloria del príncipe y de su familia. La decoración interior corrió a cargo de Gaspard Imbert y se terminó en 1678 gracias a las donaciones de Gastón de Orleans.
En 1773, los jesuitas fueron expulsados de Francia y perdieron así la dirección del colegio real y de su capilla. Durante la Revolución, el establecimiento quedó en desuso y su capilla se transformó en un Templo de la Razón. En 1793, el directoire del departamento ordenó la destrucción de todos los signos que recordaran el Antiguo Régimen. La destrucción fue rápidamente llevada a cabo por fanáticos y el edificio se utilizó entonces como lugar de reclutamiento de voluntarios para el ejército durante el Terror. Transformada poco después en tienda de forrajes, la capilla no volvió a ser lugar de culto hasta 1826, cuando se convirtió en la iglesia de San Vicente de Paúl, antes de ser rebautizada como iglesia de Nuestra Señora de la Inmaculada Concepción en 1856.
A mediados del siglo XIX, el arquitecto Jules de La Morandière emprendió la restauración de la iglesia. No se terminó antes del 1873. La iglesia fue clasificada monumento histórico el 8 de agosto de 1917.

## Arquitectura
La iglesia está orientada hacia el norte, según la tradición jesuita. Tiene una nave de tres tramos, cada uno con capillas, y un coro de un solo tramo que termina en un ábside de cinco lados. La fachada de tres pisos, subrayada por un entablamento muy prominente, está jalonada por poderosas pilastras en orden superpuesto. Los dos niveles superiores están flanqueados por grandes aletas y jarrones en el primer piso, pirámides en el segundo; un gran frontón triangular que corona el vano central completa la composición. Las grandes ventanas de medio punto de las capillas y de la nave sobre el entablamento refuerzan la escala y la sencillez del alzado interior. Charles Turmel propuso en 1634 establecer en el crucero una bóveda de crucería de piedra sin cúpula ni cupulín.
El monumento que albergaba el corazón de Gastón de Orleans tiene dos figuras en medio relieve que enmarcan un alto zócalo con una estatua en bulto redondo.

## Galería de imágenes

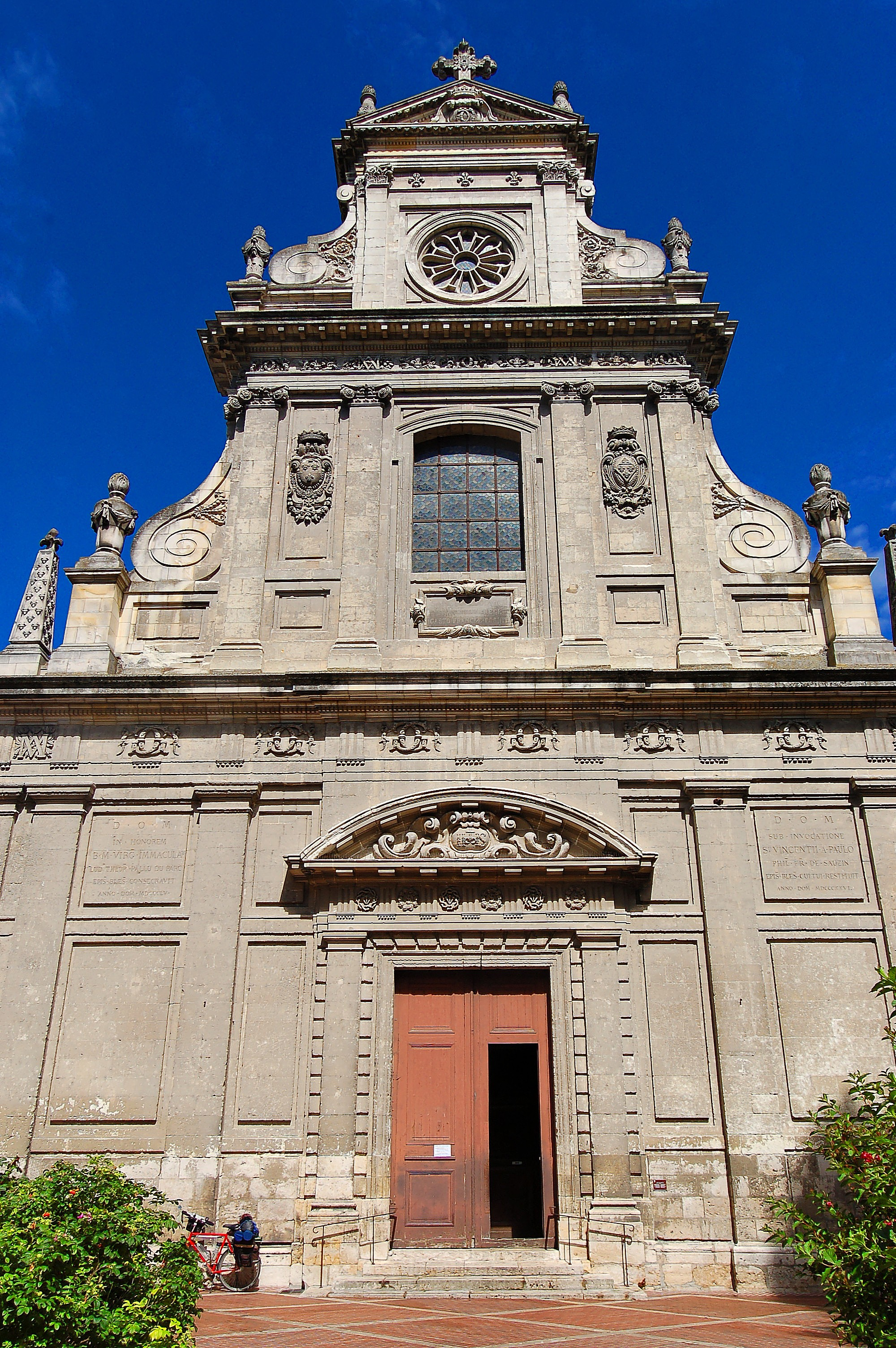
Fachada jesuítica, con los símbolos monárquicos de la flor de lis y la corona.
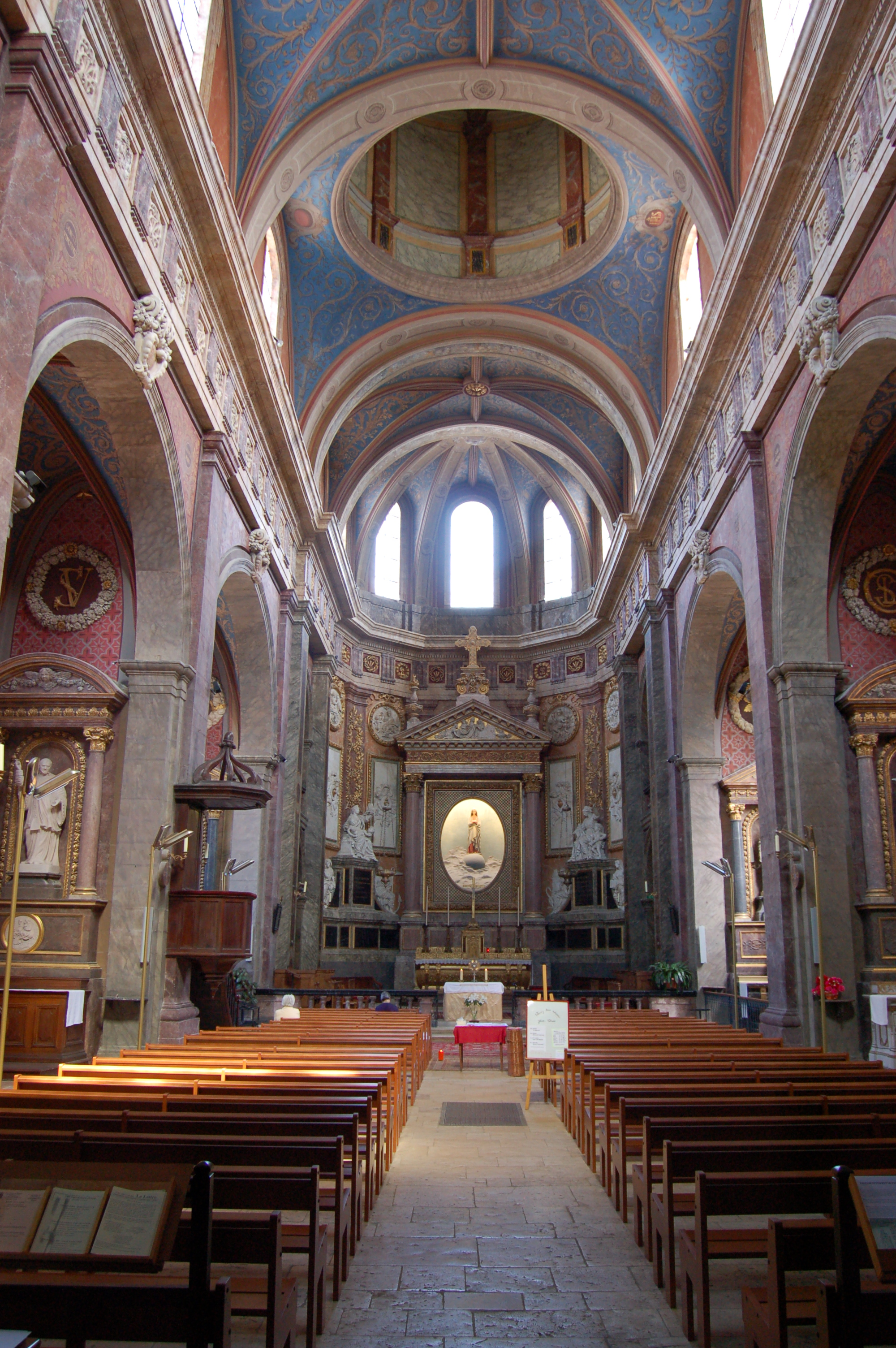
Nave, coro con Adoración del Santísimo Sacramento.
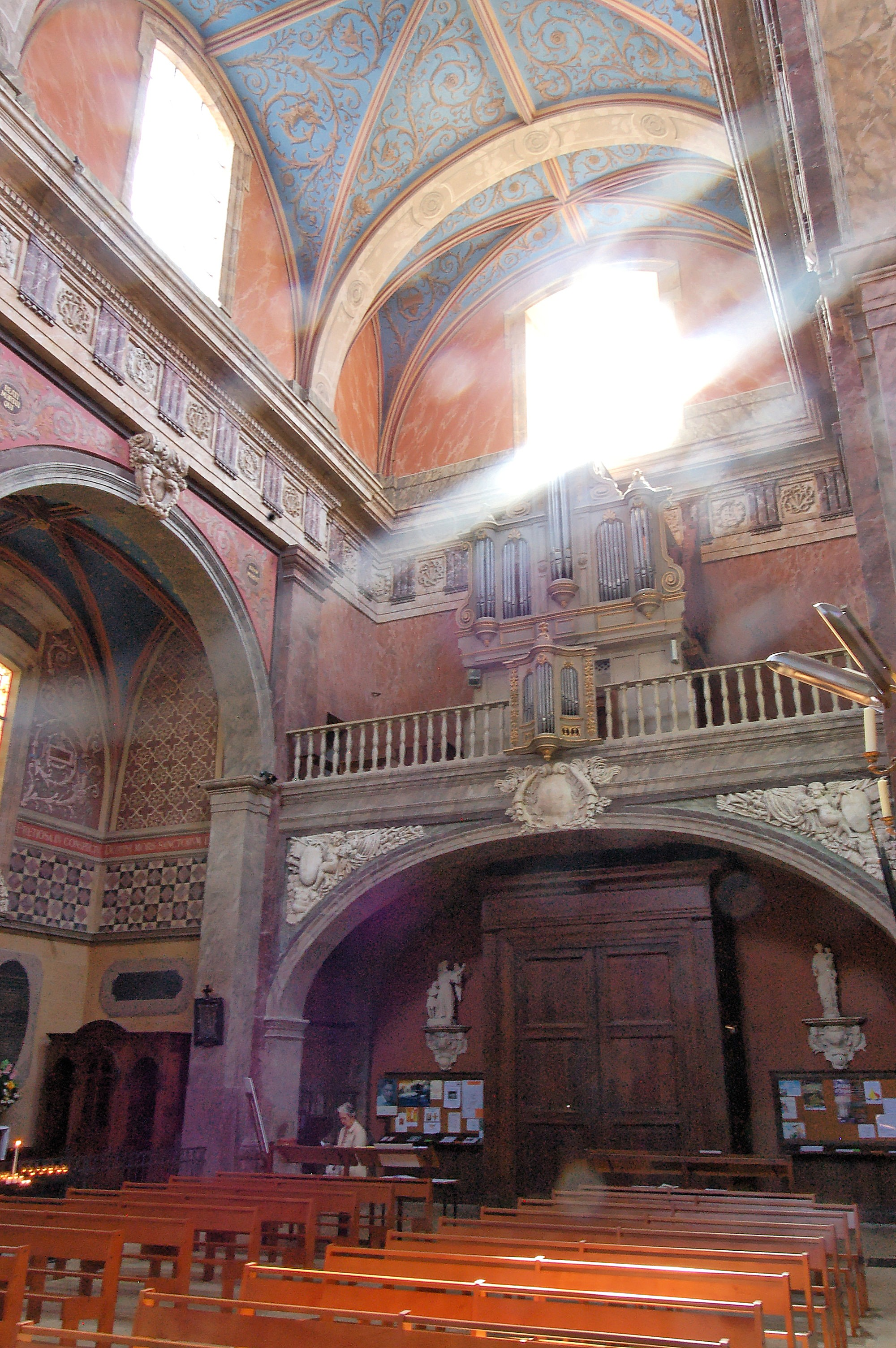
Caja del órgano, decoración pintada sobre estuco que cubre todo el edificio.
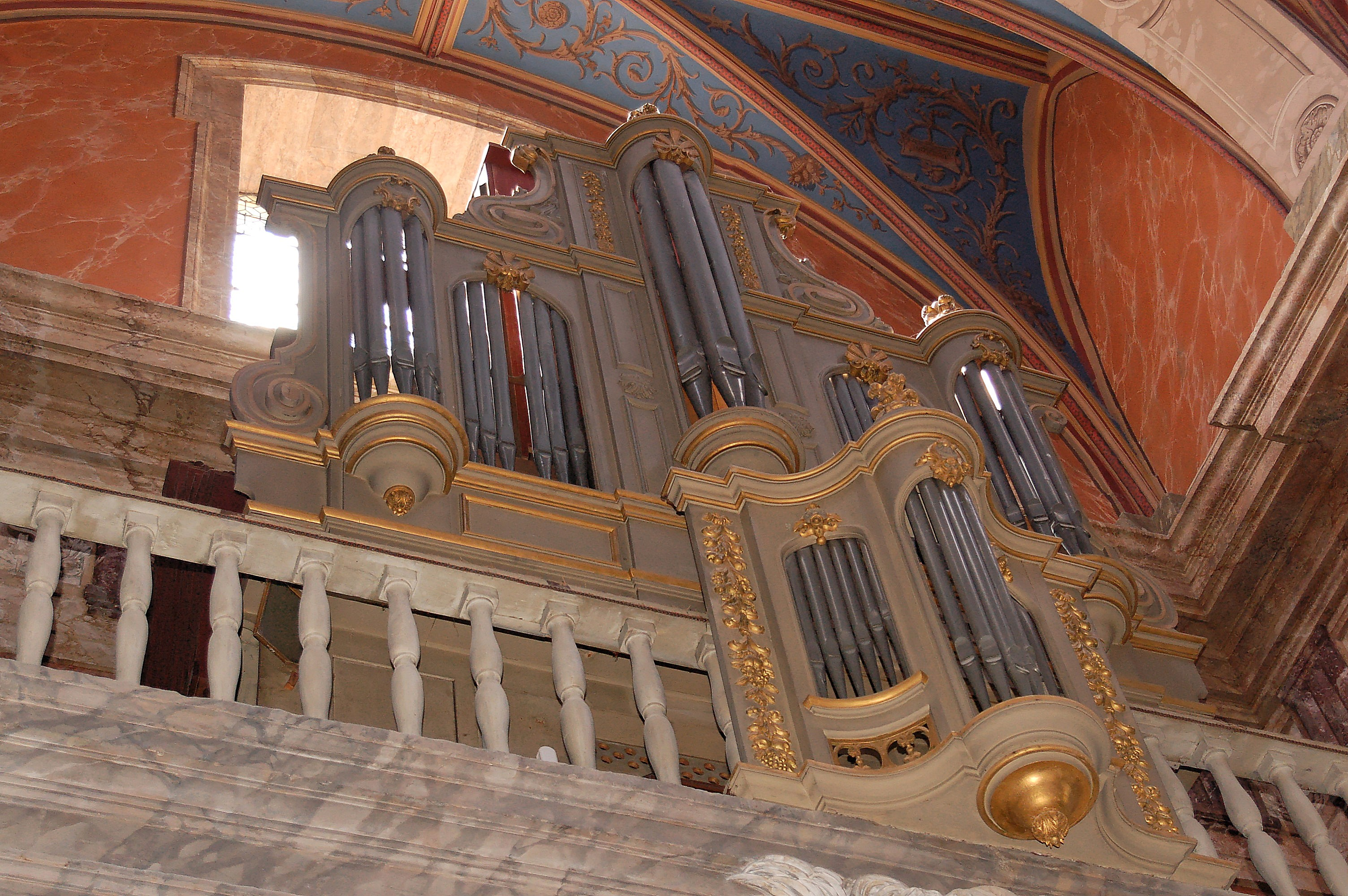
Caja del órgano con detalles de los tubos; decoración de estuco.
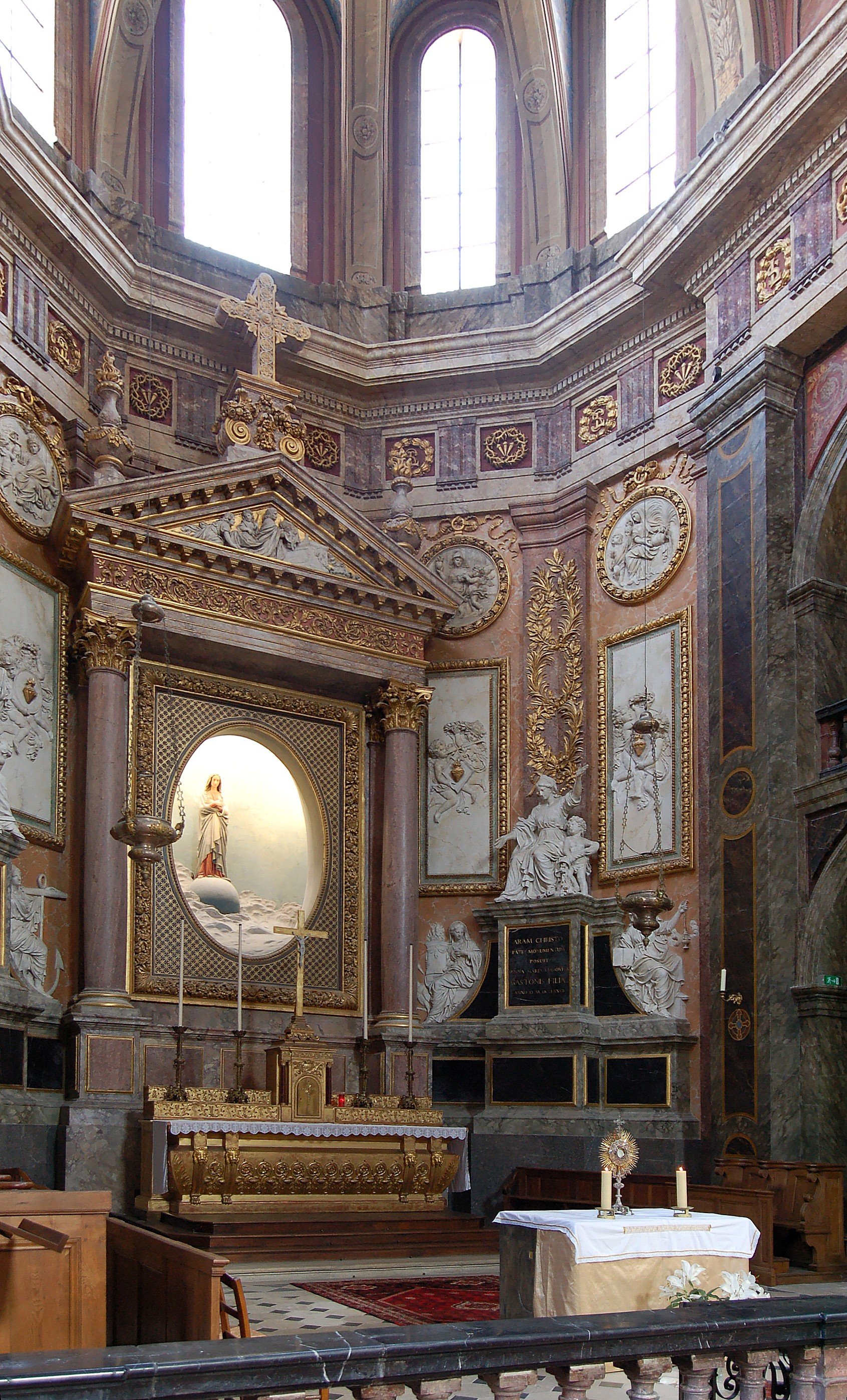
Coro barroco, custodia para la adoración del Santísimo Sacramento en el altar; estuco imitando mármol.
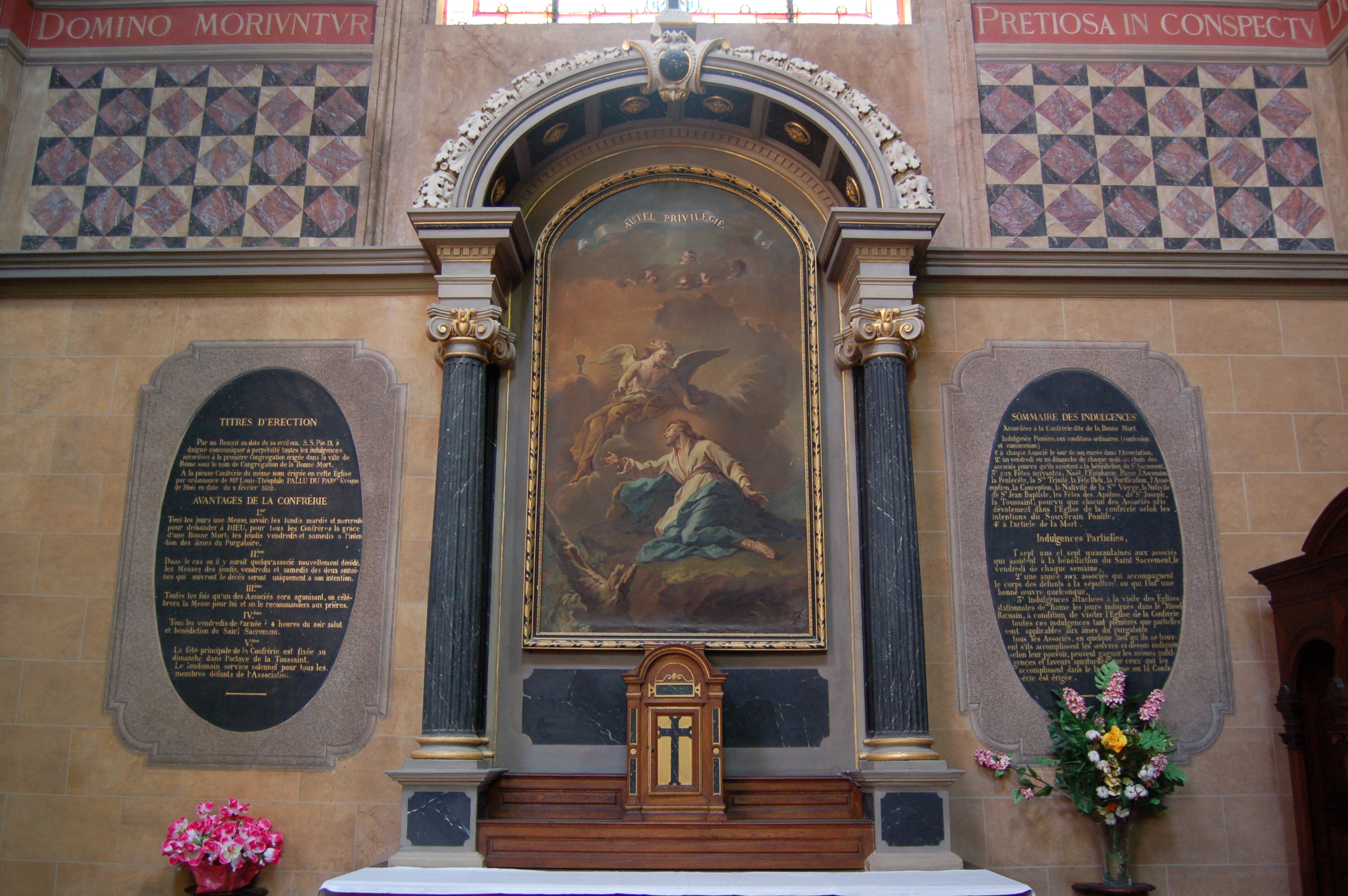
Cofradía de la Buena Muerte con sus reglas e indulgencias; altar privilegiado.
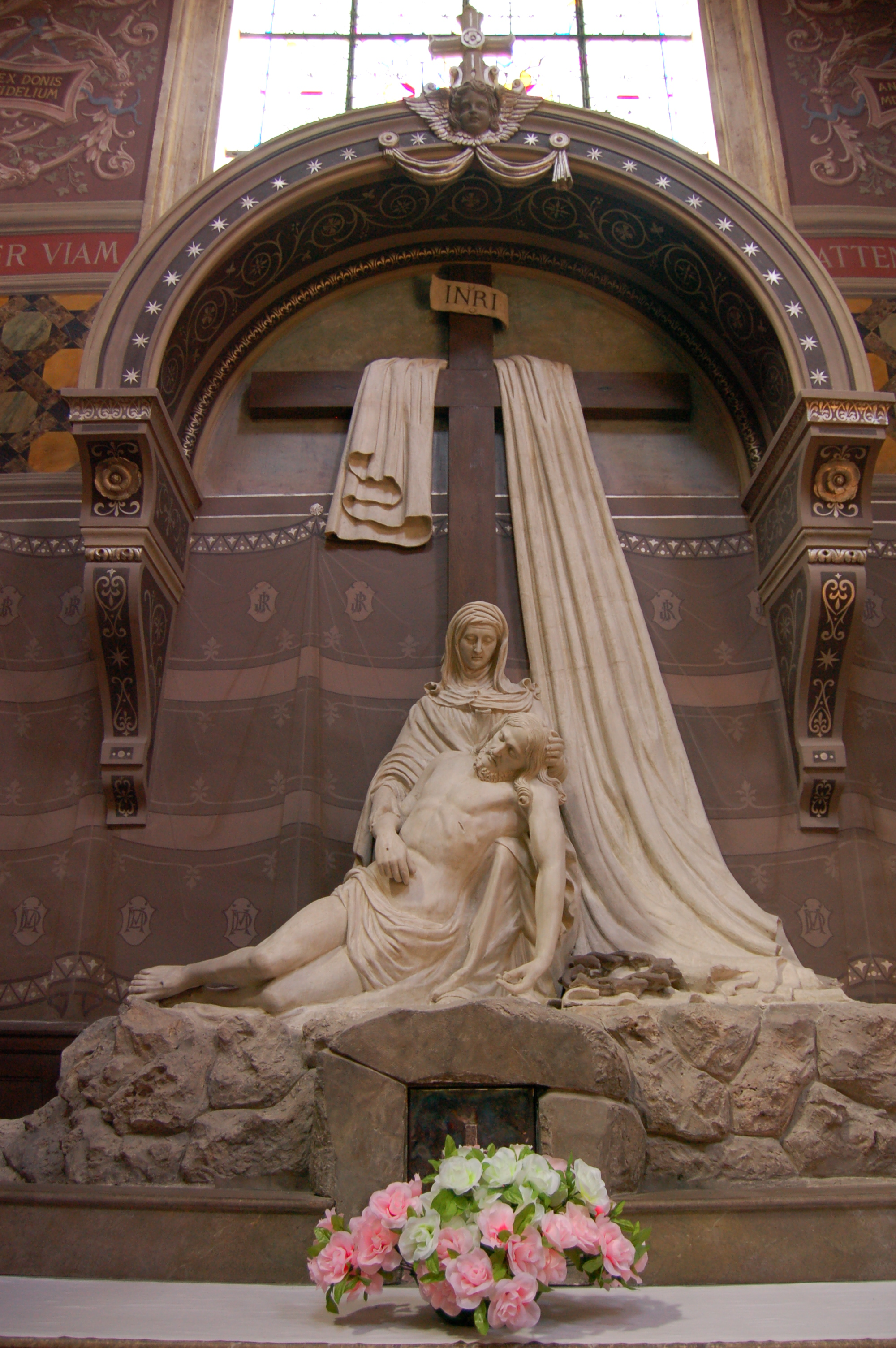
Estatua de la Virgen en Piedad.
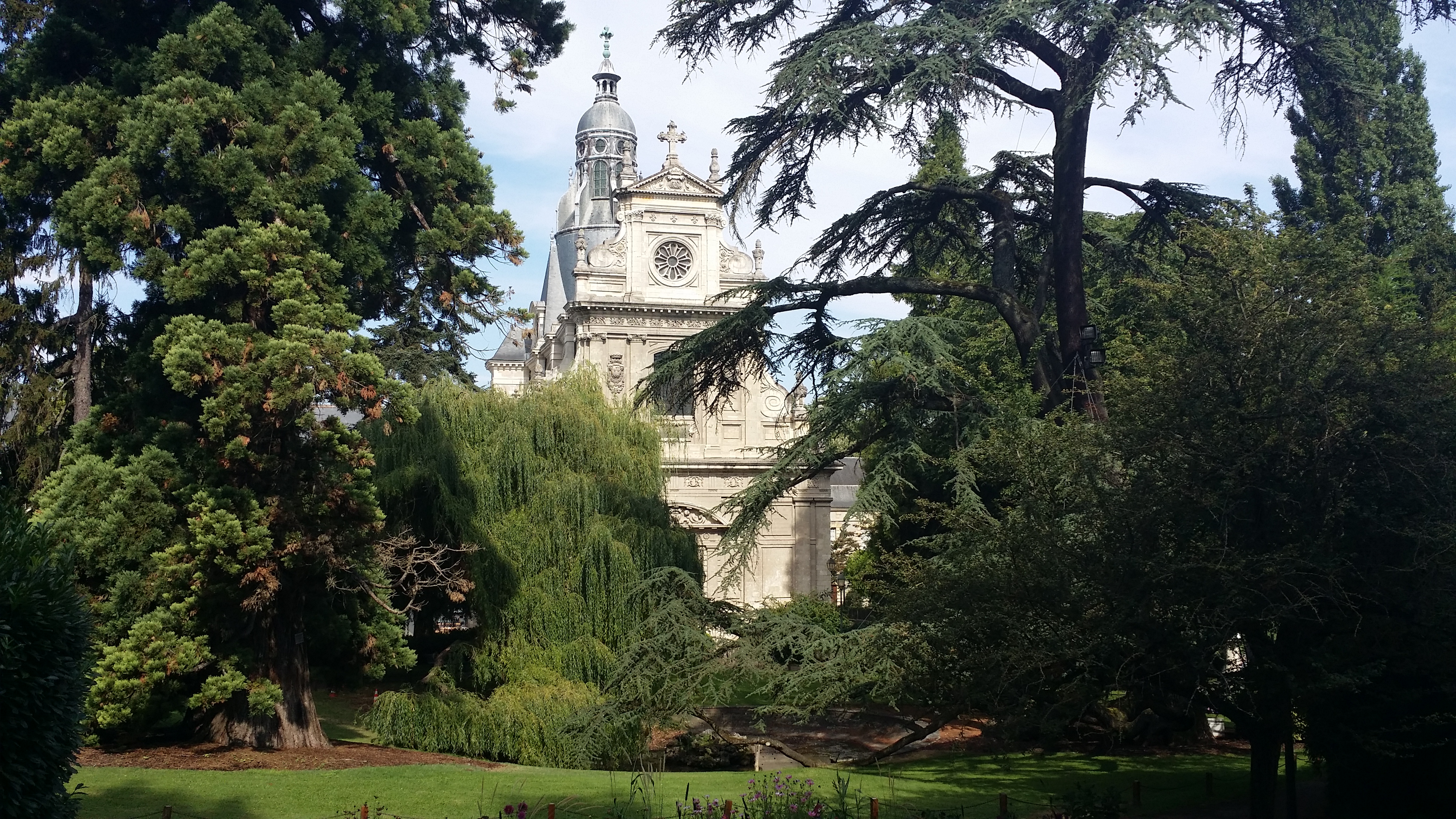
La iglesia vista desde el parque Víctor Hugo.
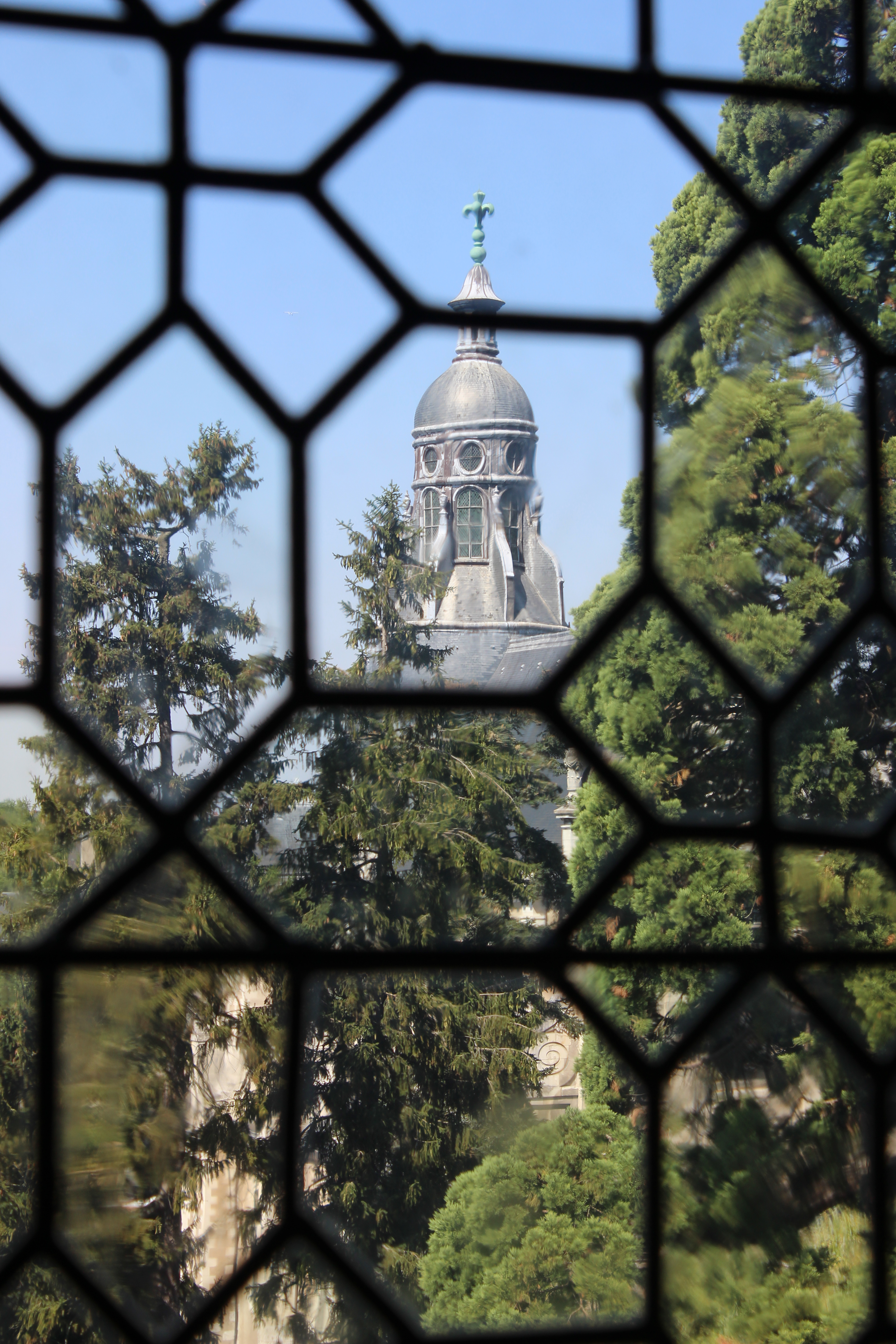
La iglesia vista desde los interiores del castillo de Blois.